# Юлиян Ненов
Юлиян Руменов Ненов (роден на 17 ноември 1994 г.) е български футболист, нападател. Висок е 178 см. Играе за Локомотив (София). Син е на Румен Ненов, който играе като вратар през 80-те и 90-те години на ХХ век.